# Арребо, Андерс Кристенсен
Андерс Кристенсен Арребо (дат. Anders Christensen Arrebo; 2 января 1587, Эрёскёбинг — 12 марта 1637, Вордингборг) — датский лютеранский священник и поэт XVII века, которого нередко называют «den danske kunstdigtnings fader» (букв. отец датской поэзии) за то, что он сумел перейти с формального датского языка к подлинному поэтическому языку, проложив этим дорогу другим датским поэтам.

## Биография
Андерс Кристенсен Арребо родился на острове Эрё в датском городке Эрёскёбинг 2 января 1587 года в семье датского богослова. Как и отец, решил посвятить себя теологии и поступил на богословский факультет Университета Копенгагена.
Уже в возрасте двадцати одного года проводил службы в одном из столичных приходов, а тридцати лет от роду сделался епископом в Тронхейме, но вследствие непристойного образа жизни лишен этого сана в 1621 году.
А.К. Аребо в 1623 году перевел Псалмы и позднее вновь получил место проповедника в Вордингборге.
Андерс Кристенсен Арребо скончался 12 марта 1637 года в городе Вордингборг оставив после себя ряд сочинений характерных для периода барокко.
В конце XIX — начале XX века на страницах Энциклопедического словаря Брокгауза и Ефрона была дана следующая оценка творчеству этого человека: «Самое известное произведение его «Hexaëmeron» — подражание поэме француза Дю-Барта «О сотворении мира». Первая книга этого произведения А. написана рифмованными гекзаметрами, прочие — александрийскими стихами, причём нельзя не заметить влияния Опица».